# Liste der Biografien/Abl
Liste der Biografien |
Portal Biografien |
Personensuche
# |
A |
B |
C |
D |
E |
F |
G |
H |
I |
J |
K |
L |
M |
N |
O |
P |
Q |
R |
S |
T |
U |
V |
W |
X |
Y |
Z |
?
 
Aa |
Ab |
Ac |
Ad |
Ae |
Af |
Ag |
Ah |
Ai |
Aj |
Ak |
Al |
Am |
An |
Ao |
Ap |
Aq |
Ar |
As |
At |
Au |
Av |
Aw |
Ax |
Ay |
Az
 
Aba |
Abb |
Abc |
Abd |
Abe |
Abf |
Abg |
Abh |
Abi |
Abj |
Abk |
Abl |
Abm |
Abn |
Abo |
Abp |
Abr |
Abs |
Abt |
Abu |
Abw |
Aby |
Abz
Die Liste der Biografien führt alle Personen auf, die in der deutschsprachigen Wikipedia einen Artikel haben. Dieses ist eine Teilliste mit 63 Einträgen von Personen, deren Namen mit den Buchstaben „Abl“ beginnt.

## Abl
- Abl, Leo (1885–1961), deutscher Landwirtschaftswissenschaftler und Hochschullehrer

### Abla
- Abla, Cemile (* 1990), türkischer Schauspieler, Regisseur, Social-Media-Influencer und Autor
- Abla, Mohamed (* 1953), ägyptischer Künstler und Aktivist
- Ablabius, römischer Historiker
- Ablabius Illustrios, griechisch-römischer Bischof
- Ablade, Seth (* 1983), ghanaischer Fußballspieler und -trainer
- Ablai (1711–1781), kasachischer Khan der Mittleren Horde
- Ablajew, Enwer (* 1979), ukrainischer Freestyle-Skier
- Ablamejka, Sjarhej (* 1956), belarussischer Mathematiker
- Ablamowicz, Anna Maria (1821–1917), englische Sopranistin und Gesangspädagogin
- Abłamowicz, Ignacy (1787–1848), polnischer Physiker und Chemiker
- Ablamowicz, Jadwiga, polnische Komponistin
- Abłamowicz, Stanisław (1844–1901), polnischer Jurist, der am Januaraufstand 1863 teilnahm
- Ablan, Roque Jr. (1932–2018), philippinischer Politiker und Rechtsanwalt
- Ablancourt, Nicolas Perrot d’ (1606–1664), französischer Literat und Übersetzer, Mitglied der Académie française
- Ablanedo, Juan Carlos (* 1963), spanischer Fußballtorhüter
- Ablaß, Bruno (1866–1942), deutscher Politiker (DDP), MdR
- Ablass, Friedrich (1895–1949), deutscher Politiker (DDP, FDP) und Widerstandskämpfer
- Ablass, Werner (1949–2018), deutscher Buchautor
- Ablaß, Werner E. (* 1946), deutscher Politiker (DA)
- Ablasser, Andrea (* 1983), deutsche Medizinerin (Immunologin)
- Ablasser, Ignaz (1739–1799), österreichischer Maler
- AblaZ (* 1988), deutscher Rock- und Metal-MusikerAblaZ (* 1988)

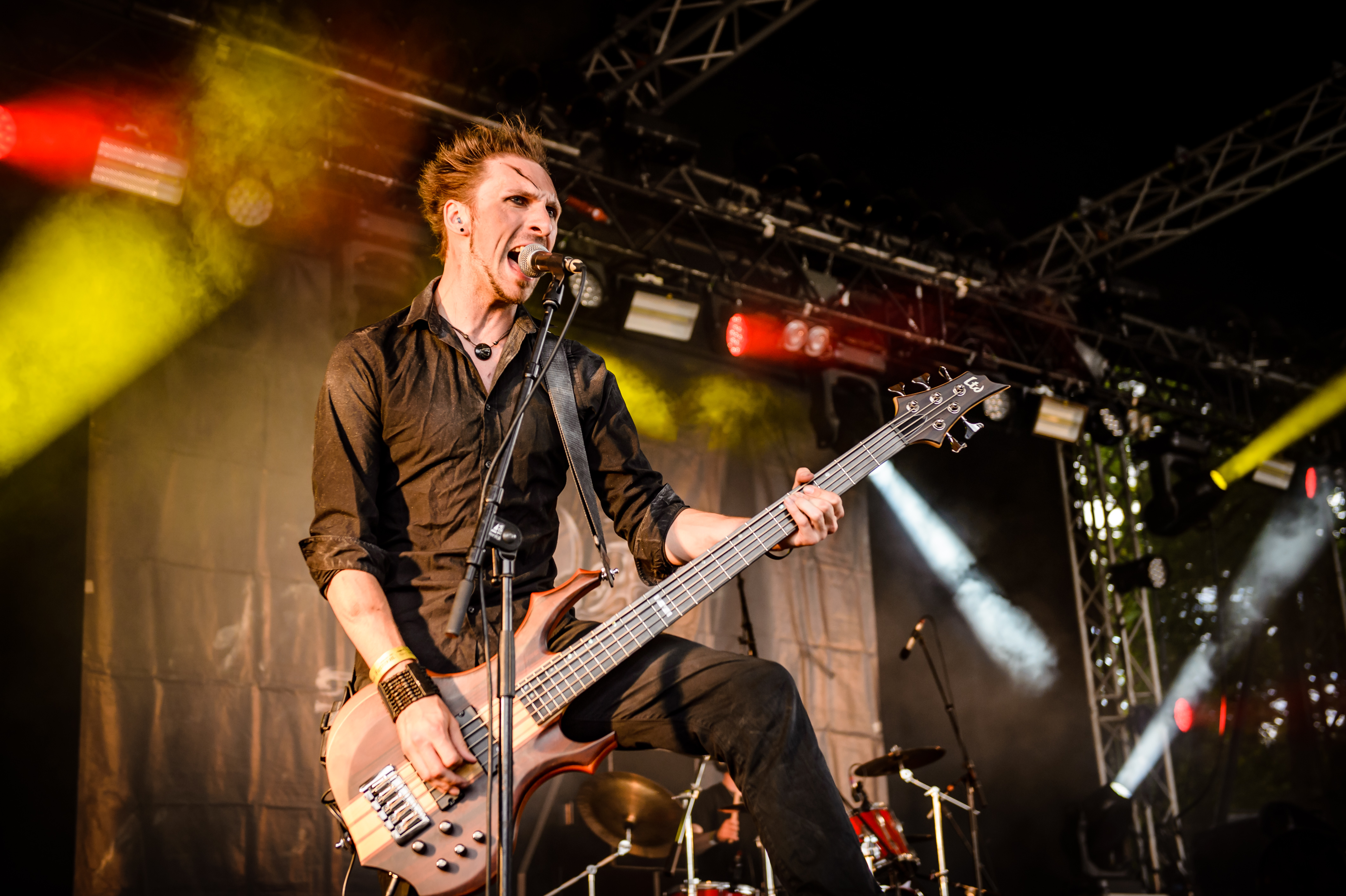
AblaZ (* 1988)

### Able
- Able, Emerson (1931–2015), US-amerikanischer Musiker (Saxophon, Flöte), Musikpädagoge und -aktivist
- Able, Hermann (1930–2013), deutscher Weingärtner und Dichter
- Able, Whitney (* 1982), US-amerikanische Schauspielerin
- Ableev, Daniel (* 1981), deutscher Autor, Tonkünstler und Literaturwissenschaftler
- Ableiter, Leonhard (1844–1921), deutscher Gymnasiallehrer, Philologe und Präsident der Ministerialabteilung für die höheren Schulen
- Ableiter, Walter (1922–1993), deutscher Hotelier und baden-württembergischer Politiker (FDP), MdL
- Ableithner, Balthasar (1614–1705), bayerischer Bildhauer
- Ableitinger, Alfred (* 1938), österreichischer Historiker
- Ableitner, Johann (1887–1963), deutscher Kommunalpolitiker
- Ableman, Paul (1927–2006), britischer Schriftsteller
- Abler, Arno (* 1962), österreichischer Politiker (ÖVP), Landtagsabgeordneter
- Abler, Paul (1957–2017), US-amerikanischer Jazzmusiker und Filmkomponist
- Ablessimow, Alexander Onissimowitsch (1742–1783), russischer Opernlibrettist, Dichter, Dramatiker und Journalist
- Ablett, Gary (1965–2012), englischer Fußballspieler und -trainer
- Ablett, Gary Sr. (* 1961), australischer Australian-Football-Spieler
- Ablewicz, Jerzy Karol (1919–1990), polnischer Geistlicher, Bischof von Tarnów

### Abli
- Ablikim, Tohtaji (* 2002), chinesischer Fußballspieler
- Ablikim, Yehya (* 1988), chinesischer Fußballspieler
- Ablimit, Subi (* 2002), chinesischer Fußballspieler
- Abline, Matthis (* 2003), französischer Fußballspieler
- Ablinger, Cristina Maria (* 1991), österreichische Schauspielerin
- Ablinger, Mathias (* 2001), österreichischer Fußballspieler
- Ablinger, Peter (1959–2025), österreichischer Komponist
- Ablinger, Philipp (* 2001), österreichischer Fußballspieler
- Ablinger, Sonja (* 1966), österreichische Politikerin (SPÖ), Abgeordnete zum Nationalrat
- Ablinger, Walter (* 1969), österreichischer Behindertensportler
- Ablinger-Ebner, Waltraud (* 1980), österreichische Politikerin (ÖVP), Landtagsabgeordnete in Salzburg
- Ablinger-Sperrhacke, Wolfgang (* 1967), österreichischer Opernsänger (Charaktertenor)

### Ablj
- Abljasin, Denis Michailowitsch (* 1992), russischer Turner
- Äbljasow, Muchtar (* 1963), kasachischer Politiker und Manager

### Ablo
- Abloh, Virgil (1980–2021), US-amerikanischer Mode- und MöbeldesignerVirgil Abloh (1980–2021)

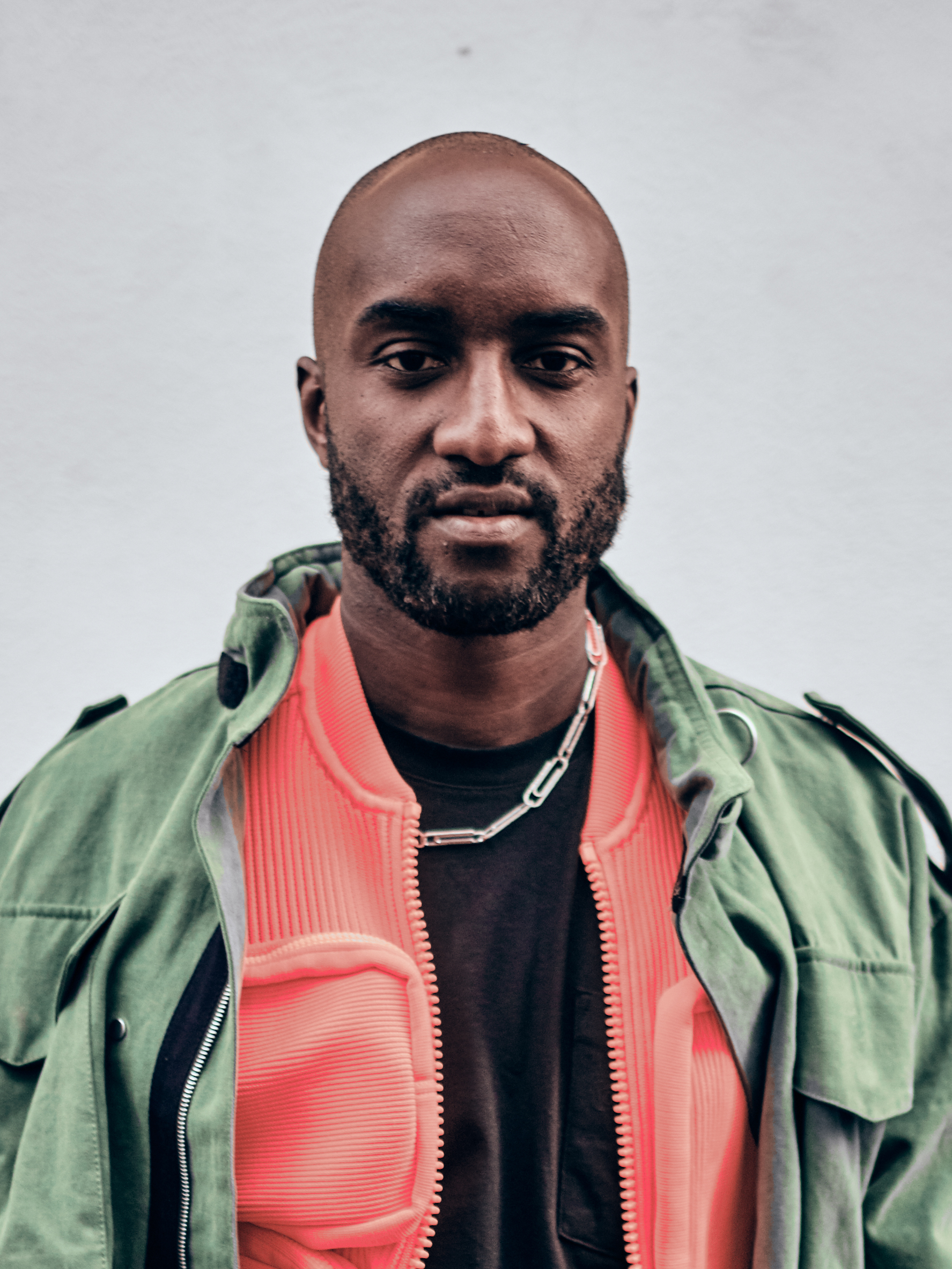
Virgil Abloh (1980–2021)

- Ablondi, Alberto (1924–2010), italienischer Geistlicher und römisch-katholischer Bischof von Livorno
- Ablóniz, Miguel (1917–2001), italienischer Gitarrist, Pädagoge und Komponist
- Ablorh, Lesley (* 1993), ghanaischer Fußballspieler
- Ablovatchi, Evghenia (* 1981), moldawische Tennisspielerin
- Ablow, Anton Wassiljewitsch (1905–1978), sowjetisch-moldauischer Chemiker und Hochschullehrer
- Ablow, Keith (* 1961), amerikanischer Psychiater und Schriftsteller
- Ablowa, Nadeschda Jewgenjewna (* 1956), sowjetisch-belarussische Historikerin und Hochschullehrerin
- Ablowich, Edgar (1913–1998), US-amerikanischer Sprinter und Hürdenläufer
- Ablowitz, Mark J. (* 1945), US-amerikanischer Mathematiker